# Нік Баумґартнер
Нік Баумґартнер (17 грудня 1981 , Айрон-Рівер, Мічиган ) — американський сноубордист, олімпійський чемпіон 2022 року.

## Олімпійські ігри
| Рік  | Місто                     | Сноубордкрос | Командний сноубордкрос |
| ---- | ------------------------- | ------------ | ---------------------- |
| 2010 | Ванкувер, Канада          | 20           | Н/Д                    |
| 2014 | Сочі, Росія               | 25           | Н/Д                    |
| 2018 | Пхьончхан, Південна Корея | 4            | Н/Д                    |
| 2022 | Пекін, Китай              | 10           | 1                      |

## Чемпіонат світу
| Рік  | Місто                  | Сноубордкрос | Командний сноубордкрос |
| ---- | ---------------------- | ------------ | ---------------------- |
| 2009 | Канвон, Південна Корея | 3            | Н/Д                    |
| 2013 | Стоунем, Канада        | 7            | Н/Д                    |
| 2015 | Крайшберг, Австрія     | 3            | Н/Д                    |
| 2017 | Сьєрра-Невада, Іспанія | 4            | 1                      |
| 2019 | Юта, США               | 13           | —                      |